# 인도국립증권거래소

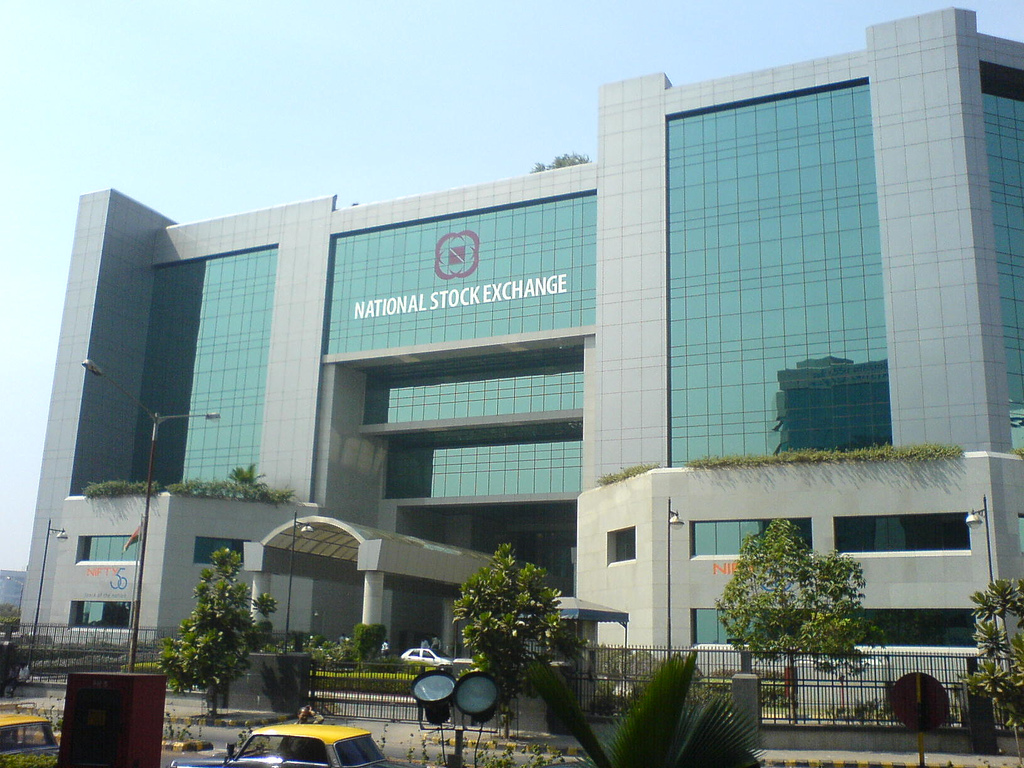

인도국립증권거래소(힌디어: राष्ट्रीय शेअर बाज़ार, National Stock Exchange of India, NSE)는 인도 뭄바이에 위치한 증권거래소이다. 시가총액 기준으로 세계에서 16번째로 큰 증권 거래소이다.

## 시간
NSE의 일반 거래 세션은 인도 시간으로 오전 9시 15분부터 오후 3시 30분까지 토요일, 일요일, 거래소나 인도 정부가 미리 선언한 공휴일을 제외한 평일에 수행된다.

## NSE의 상장지수펀드
NSE에는 수많은 상장지수펀드(ETF)가 있다. NSE의 지분 ETF는 다음과 같다:
- Nifty – 벤치마크 ETF (NIFTYBEES)
- Junior Nifty – 벤치마크 ETF (JUNIORBEES)
- Bank – 벤치마크 ETF (BANKBEES)
- PSU Bank – 벤치마크 ETF (PSUBNKBEES)
- Shariah – 벤치마크 ETF (SHARIABEES)
- S&P CNX Nifty UTI Notional Depository Receipts Scheme (UTISUNDER)
- KOTAK PSU Bank ETF (KOTAKPSUBK)
- Reliance Banking ETF (RELBANK)
- Quantum Index ETF (QNIFTY)
- KOTAK NIFTY (KOTAK NIFTY)
- MOSt Shares M50 ETF (M50)
- Infrastructure – 벤치마크 ETF (INFRABEES)
- MOSt Shares M100 ETF (M100)

## 같이 보기
- 인도의 경제
- 봄베이 증권거래소
- 내부자 거래
- 위험관리